# Salvador Urbina
Salvador Urbina (6 de agosto de 1801, San Marcos Tuxtla, Capitanía General de Guatemala - 11 de enero de 1878, Villa de Chiapa, México) fue un militar mexicano de la rama de caballería con rango de coronel. Participó de la Segunda intervención francesa en México en favor del bando republicano.

## Biografía
Salvador Urbina nació el 6 de agosto de 1801 en San Marcos Tuxtla (actual Tuxtla Gutiérrez), parte de la Capitanía General de Guatemala. En 1821 apoyó la independencia de Tuxtla y su posterior incorporación a la República Mexicana. Posteriormente radicó en Villa de Chiapa y Ocozocoautla ocupando diversos cargos militares.
Participó de la batalla de Tuxtla del 21 de mayo de 1835 en favor del bando federalista. Posteriormente, en 1855, se adhirió al Plan de Ayutla en contra del gobierno del presidente Antonio López de Santa Anna y se puso bajo las órdenes de Ángel Albino Corzo.
Durante la Segunda intervención francesa en México fue nombrado comandante militar del Departamento de Chiapa y se le asignó terminar con la sublevación de Julián Grajales. Fue comandante general de las fuerzas republicanas en la Batalla de Chiapa de Corzo del 21 de octubre de 1863, logrando vencer al ejército monarquista.
Falleció el 11 de enero de 1878 en la ciudad de Chiapa a causa de una pleuritis. Fue sepultado en el panteón municipal de la localidad.